# 오스카 자리스키
오스카 애셔 자리스키(영어: Oscar Ascher Zariski, 러시아어: О́шер Зари́цкий 오셰르 자리츠키[*], 1899년~1986년)은 러시아 제국 태생의 미국의 수학자이다. 20세기의 가장 위대한 대수기하학자들 가운데 하나로 꼽힐 정도로 유명한 대수기하학자이다.

## 참고 문헌
- Mumford, David (1986). “Oscar Zariski:1899–1986”. 《Notices of the American Mathematical Society》 33 (6): 891–894. ISSN 0002-9920. MR 860889.
- Parikh, Carol (1991). 《The unreal life of Oscar Zariski》. Boston, MA: Academic Press. ISBN 978-0-12-545030-0. MR 1086628.

## 같이 보기
- 대수기하학
- 귀도 카스텔누오보
- 히로나카 헤이스케
- 데이비드 멈퍼드
- 마이클 아틴
- 로빈 하츠혼